# Lijst van personen uit Sittard-Geleen
Dit is een alfabetische lijst van personen uit Sittard-Geleen (provincie Limburg, Nederland). Het gaat om personen die geboren zijn in of woonachtig geweest zijn in deze gemeente.

## Lijst
- Michiel Buckx (1881–1946), titulair Bisschop van Doliche, eerste apostolisch vicaris van Finland
- Benjamin van den Broek (1987), Nederlands-Nieuw-Zeelands voetballer
- Eddy Beugels (1944-2018), wielrenner
- Rens Blom (1977), atleet (polsstokhoogspringer)
- Ton Caanen (1966), voetbaltrainer en voormalig voetballer
- Jacques Claessens (1956), dirigent en saxofonist
- Willem Cobben (1897–1985), bisschop van Helsinki
- Jean-Pierre H.H. Cnoops (1969), dirigent en saxofonist
- Thei Dols (1939), cabaretier, zanger en tv-persoonlijkheid
- Willy Dullens (1945), voetballer
- Pieter Ecrevisse (1804–1879), schrijver
- Jo Erens (1928–1955), Limburgse troubadour
- John Fredrix (1945–2008), voetballer
- Maarten van Gaans (1988), politicus
- Rick Geenen (1988), profvoetballer
- Charles Beltjens (1832–1890), dichter
- Joannes Gijsen (1932–2013), Bisschop van Roermond en Bisschop van Reykjavik, titulair Bisschop van Maastricht
- Frans Gijzels (1911–1977), politicus
- Marijke Helwegen (1948), presentatrice, entertainster
- Max Hermans (1974), politicus
- Toon Hermans (1916–2000), cabaretier
- Myrthe Hilkens (1979), journaliste en publiciste
- Frederic Adolph Hoefer (1850–1938), Nederlands militair en archivaris
- Wim Hof (The Iceman) (1959), stuntman
- Eric van Hoof (1975), dichter en oprichter Dichter Bij Jou
- Leo Horn (1916–1995), scheidsrechter
- Francine Houben (1955), architect
- Karel Houben (1821-1893), priester, geboren in Geleen, getogen in Munstergeleen en Ierland
- Egidius Joosten (1921–1993), aannemer en oprichter betaald voetbal in Nederland
- Pierre Kerkhoffs (1936-2021), voormalig profvoetballer
- Jan Krekels (1947), wielrenner
- Annie Kusters (1939-2021), handbalster`
- Irene Lardy (1948), zangeres
- Paul van Loon (1955), schrijver
- Emile Mastenbroek (1930–2005), voormalig gouverneur van Nederlands-Limburg
- Johan van der Meer (1954), wielrenner
- Danny Nelissen (1970), wielrenner, sportverslaggever
- Jean Nelissen (1936–2010), sportjournalist, schrijver
- Jan Nolten (1930–2014), wielrenner
- Jan Notermans (1932–2017), ex profvoetballer
- Maartje Paumen (1985), hockeyster
- Harry Pennings (1934–2013), commissaris van diverse Nederlandse bedrijven
- Gabriëlle Popken (1983), senator voor de PVV
- Frits Rademacher (1928–2008), Limburgs liedjeszanger
- Humphrey Rudge (1977), voetballer
- Bob Ruers (1947), advocaat, fractieleider Eerste Kamer voor de Socialistische Partij
- Felix Rutten (1882–1971), schrijver en journalist
- Guido Savelkoul (1972), triatleet
- Mirjam Schreur (1972), mezzosopraan
- Jacques Schreurs (1893–1966), priester en schrijver
- Arthur Schrijnemakers (1917–2015), geschiedkundige
- René Shuman (1967), popartiest
- Marijn Simons (1982), violist en componist
- Laurence Stassen (1971), presentatrice en politica voor de PVV
- Frans Stapert (1957–2002), uitgever en vertaler
- Huub Stevens (1953), voetballer en voetbaltrainer
- Wilbert Suvrijn (1962), voetballer
- Johannes Suykerbuyk (1959), componist en musicoloog
- Liselot Thomassen (1970), journalist
- Joseph Timmers (1907-1996), kunsthistoricus, hoogleraar, museumdirecteur
- Arnold Vanderlyde (1963), bokser
- Leon Verdonschot (1973), journalist, presentator, schrijver, radiomaker en columnist
- Hub Vinken (1926–2010), professioneel wielrenner
- Vincent Voorn (1984), springruiter
- Jos Willems (1948), beeldhouwer
- Rein Willems (1945), politicus
- Wil Willems (1944–2011), atleet
- Sjoerd Winkens (1983), voetballer
- Joost Zweegers (1971), singer-songwriter